# Вещо лице
Вещи лица, наричани накратко експерти, е юридически термин.
Те са специалисти, които със своето образование, обучение или (професионален) опит имат експертно специализирано знание в определена област, надхвърлящо обичайните знания и опит в нея на повечето хора, и това тяхно знание е достатъчно, за да е възможно официално и легално да се разчита на техни показания и становища, които имат научен, технически или друг характер, относно доказателство или факт, които са в обсега на експертните им знания и по този начин са наричани експертно мнение (становище) и имат подпомагаща роля при откриването и доказването на фактите . Вещите лица подпомагат дейностите на институциите съд, полиция, застрахователни компании и др. чрез аналитични действия и методи, наречени експертизи в определената област. Назначават се от органа, който се нуждае от тяхната компетентност, когато му липсват необходимите специални познания.
В България вещите лица (в зависимост от нуждата и компетентностите им) се назначават най-често от Министерството на правосъдието. Информация за новоодобрените вещи лица се публикува в „Държавен вестник“.